# 查臘拉
查臘拉是哥倫比亞的城鎮，位於該國東北部，由桑坦德省負責管轄，距離首府布卡拉曼加135公里，始建於1540年，面積411平方公里，海拔高度1,407米，2005年人口11,119。
6°15′N 73°05′W / 6.250°N 73.083°W